# Liste des grands-pensionnaires
Liste des grands-pensionnaires dirigeant les États de Hollande, ceux des États de Zélande et de la République batave.

## Hollande

### Au sein des Dix-Sept provinces
Les pensionnaires de Hollande (landsadvocaat) au temps des Dix-Sept Provinces:
| Portrait | Nomame (Naissance–Décès)                 | Durée du mandat | Durée du mandat |
| -------- | ---------------------------------------- | --------------- | --------------- |
|          | Barthout van Assendelft (ca. 1440–1502)  | 1480            | 1489            |
|          | Jan Bouwensz (ca. 1452–1514)             | 1489            | 1494            |
|          | Barthout van Assendelft (ca. 1440–1502)  | 1494            | 1497            |
|          | Frans Coebel van der Loo (ca. 1470–1532) | 1500            | 1513            |
|          | Albrecht van Loo (ca. 1470–1532)         | 1513            | 1524            |
|          | Aert van der Goes (1475–1545)            | mai 1525        | janvier 1544    |
|          | Adriaen van der Goes (ca. 1505-1560)     | 30 janvier 1544 | 5 novembre 1560 |
|          | Jacob van den Eynde (ca. 1515-1570)      | 1560            | 1568            |

### République des Provinces-Unies
En 1581, la Hollande a officialisé L'acte d'abjuration de La Haye, marquant ainsi la fondation de la République des Sept Provinces-Unies. En raison de la prédominance de la province hollandaise au sein de la République néerlandaise, le poste de pensionnaire de Hollande (landsadvocaat puis raadpensionaris"" en néerlandais) était reconnu comme étant celui du Grand-pensionnaire néerlandais :

| Portrait | Portrait | Name (Naissance–Décès)                    | Durée du mandat   | Durée du mandat   |
| -------- | -------- | ----------------------------------------- | ----------------- | ----------------- |
|          |          | Paulus Buys (1531–1594)                   | 1572              | 16 mars 1584      |
|          |          | Johan van Oldenbarnevelt (1547–1619)      | 16 mars 1586      | 12 mai 1619       |
|          |          | Andries de Witt (1573–1637)               | 12 mai 1619       | 1621              |
|          |          | Anthonie Duyck (1560–1629)                | 1621              | 1629              |
|          |          | Jacob Cats (1577–1660)                    | 1629              | 1631              |
|          |          | Adriaan Pauw (1585–1653)                  | 1631              | 1636              |
|          |          | Jacob Cats (1577–1660)                    | 1636              | 1651              |
|          |          | Adriaan Pauw (1585–1653)                  | 1651              | 30 juillet 1653   |
|          |          | Johan de Witt (1625–1672)                 | 30 juillet 1653   | 4 août 1672       |
|          |          | Gaspar Fagel (1634–1688)                  | 20 août 1672      | 5 décembre 1688   |
|          |          | Michiel ten Hove (1640–1689)              | 5 décembre 1688   | 24 March 1689     |
|          |          | Anthonie Heinsius (1641–1720)             | 27 mai 1689       | 3 août 1720       |
|          |          | Isaac van Hoornbeek (1655–1727)           | 12 septembre 1720 | 17 juin 1727      |
|          |          | Simon van Slingelandt (1664–1736)         | 17 juillet 1727   | 1 décembre 1736   |
|          |          | Anthonie van der Heim (1693–1746)         | 4 avril 1737      | 7 juillet 1746    |
|          |          | Willem Buys (1661–1749)                   | 7 juillet 1746    | 23 septembre 1746 |
|          |          | Jacob Gilles (1691–1765)                  | 23 septembre 1746 | 18 juin 1749      |
|          |          | Pieter Steyn (1706–1772)                  | 18 juin 1749      | 5 novembre 1772   |
|          |          | Pieter van Bleiswijk (1724–1790)          | 18 juin 1772      | 5 novembre 1787   |
|          |          | Laurens Pieter van de Spiegel (1736–1800) | 9 novembre 1787   | 9 février 1795    |

## Zélande
Le pensionnaire de Zélande au temps de la République des Sept Provinces-Unies :

| Portrait | Portrait | Nom (Naissance–Déces)                      | Durée du mandat   | Durée du mandat   |
| -------- | -------- | ------------------------------------------ | ----------------- | ----------------- |
|          |          | Christoffel Roels (1540–1597)              | 3 juillet 1578    | 18 mai 1597       |
|          |          | Johan van de Warck (died 1615)             | 25 mars 1599      | 24 novembre 1614  |
|          |          | Bonifacius de Jonge (1567–1625)            | 18 février 1615   | juin 1625         |
|          |          | Johan Boreel (1577–1629)                   | 28 octobre 1625   | 1 novembre 1629   |
|          |          | Boudewijn de Witte                         | 19 février 1630   | 23 mars 1641      |
|          |          | Cornelis Adriaansz. Stavenisse (1595–1649) | 19 April 1641     | 28 mai 1649       |
|          |          | Johan de Brune (1589–1658)                 | 16 août 1649      | 7 novembre 1658   |
|          |          | Adriaan Veth (1608–1663)                   | 29 novembre 1658  | 25 novembre 1663  |
|          |          | Pieter de Huybert (1622–1697)              | 19 mars 1664      | 9 octobre 1687    |
|          |          | Jacob Verheije (1640–1718)                 | 10 octobre 1687   | 16 août 1718      |
|          |          | Caspar van Citters (1674–1734)             | 28 novembre 1718  | 28 septembre 1734 |
|          |          | Dignus Francois Keetlaer (1674–1750)       | 2 novembre 1734   | 23 mars 1750      |
|          |          | Johan Pieter Recxstoot (1701–1756)         | 31 mai 1751       | 31 janvier 1756   |
|          |          | Jacob du Bon (c. 1695–1760)                | 3 janvier 1757    | 1 juin 1760       |
|          |          | Wilhem van Citters (1723–1802)             | 15 décembre 1760  | 25 mai 1766       |
|          |          | Adriaan Steengracht (1731–1770)            | 26 mai 1766       | 6 mai 1770        |
|          |          | Johan Marinus Chalmers (1720–1796)         | 13 août 1770      | 12 mai 1785       |
|          |          | Laurens Pieter van de Spiegel (1737–1800)  | 22 septembre 1785 | 24 avril 1788     |
|          |          | Willem Aarnoud van Citters (1741–1811)     | 25 avril 1788     | 1795              |

## République batave
Les Grands-pensionnaires de la République batave:
| Portrait | Nom (Naissance–Décès)                   | Durée du mandat | Durée du mandat | Faction     |
| -------- | --------------------------------------- | --------------- | --------------- | ----------- |
|          | Rutger Jan Schimmelpenninck (1761–1825) | 15 mai 1805     | 4 juin 1806     | Modéré      |
|          | Carel de Vos van Steenwijk (1759–1830)  | 4 juin 1806     | 18 juin 1806    | Fédéraliste |